# Kowalewko (condado de Ciechanów)
Kowalewko es un pueblo de Polonia, en Mazovia.  Se encuentra en el distrito (Gmina) de Glinojeck, perteneciente al condado (Powiat) de Ciechanów. Se encuentra aproximadamente a 2 km al noroeste de Glinojeck, 25 km al oeste de Ciechanów, y a 85 km  al noroeste de Varsovia. 
Entre 1975 y 1998 perteneció al voivodato de Ciechanów.